# Heat Guy J
Heat Guy J (japanisch ヒートガイジェイ) ist eine Anime-Fernsehserie des Studios Satelight aus dem Jahr 2002. Sie wurde in mehrere Sprachen übersetzt, darunter auch eine deutsche Synchronisation, und eine Adaption der Geschichte erschien als Manga. Der Anime erzählt von einer Spezialeinheit der Polizei im Stadtstaat Judoh in einer fernen Zukunft und ist den Genres Action und Science-Fiction zuzuordnen.

## Inhalt
Die futuristische Metropole Judoh, die nach dem Zusammenbruch der großen Staaten aus dem früheren New York entstand, wird von vielen Verbrechen heimgesucht. Neben der normalen Polizei bekämpft auch eine Spezialeinheit die Kriminalität, deren aktiver Teil aus dem jungen Polizisten Daisuke Aurora und dem dampfgetriebenen Androiden J besteht. Ihre Aufgabe ist es vor allem, Verbrechen zu verhindern, bevor sie begangen werden. Der Roboter ist eine Besonderheit und seine Identität muss geheim gehalten werden, da Androiden eigentlich aus der Stadt verbannt wurden. Daisuke selbst ist ihnen gegenüber misstrauisch, da ein Android seine Eltern getötet hat. Zur Vorsicht trägt er stets eine besondere Patrone mit sich, um J aufzuhalten, falls er je zur Gefahr für Menschen würde. Dennoch sind die beiden ein eingespieltes Team, das sich aufeinander verlässt. Meist ist es J, der Daisuke in gefährlichen Situationen rettet und dabei nicht selten schweren Schaden nimmt. Ihre Kollegin Kyoko Milchan geht daher oft hart mit Daisuke ins Gericht – auch weil der Frauenheld sich die Zeit meist mit Freundinnen oder Faulenzen vertreibt, anstatt Berichte zu schreiben. Nur während gefährlicher Einsätze ist er ganz bei der Sache. Auch Antonia Belucci, die J konstruiert hat und sich um seine Reparaturen kümmert, schimpft oft mit Daisuke, der heimlich in sie verliebt ist.
Die organisierte Kriminalität in Judoh wird in Unruhe gebracht, als das Oberhaupt des Leonelli-Clans stirbt und sein jugendlicher Sohn Claire übernimmt. In der Folge geschehen Verbrechensserien, die auf die Etablierung des neuen, ehrgeizigen und selbstbewussten Oberhauptes zurückgehen und auf dessen Neigung, schnell Streit mit konkurrierenden Organisationen aufzunehmen. Daisuke sucht dabei immer wieder Rat bei Shogun, einem ehemaligen Kriminellen. Nach seinem altersbedingten Rückzug führt Shogun einen kleinen, versteckten Laden, ist aber noch immer gut über alles informiert. Auch von Monica Gabriel erhält Daisuke oft Informationen. Das Mädchen steht jeden Tag mit ihrem Wagen auf den Straßen der Stadt, um mit selbstgemachten klassischen Fotografien ihren Lebensunterhalt zu verdienen.

## Produktion und Veröffentlichung
Die Serie entstand 2002 bei Studio Satelight unter der Regie von Kazuki Akane. Autoren der Geschichte waren neben Akane, von dem das Konzept stammt, auch Akihiko Takadera, Hiroshi Ohnogi und Miya Asakawa. Das Charakterdesign wurde entworfen von Nobuteru Yūki, der auch die Animationsarbeiten leitete, und Takahiro Kishida, während die künstlerische Leitung bei Yōko Komiya lag. Sowohl Akane als auch Yūki waren zuvor durch ihre Beteiligung an Vision of Escaflowne bekannt geworden. Das Mechanical Design stammt von Takayuki Takeya und Takeshi Takakura, die Computeranimationen leitete Takayuki Chiba und für den Ton war Jin Aketagawa verantwortlich.
Die Episoden erzählen jeweils eine in sich abgeschlossene Geschichte mit den beiden Protagonisten Daisuke und J im Mittelpunkt. Parallel dazu schreitet mit jeder Folge eine übergreifende Handlung voran, die über die Hintergründe der beiden Charaktere erzählt.
Die 26 je 25 Minuten langen Folgen wurden vom 1. Oktober 2002 bis zum 25. März 2003 von TBS in Japan ausgestrahlt. Es folgten Wiederholungen bei Animax, Bandai Channel und BS-i. Danach erschien die Serie in einer verbesserten Animationsqualität auf VHS. Pioneer (später Geneon Entertainment) brachte den Anime 2003 in den USA auf Englisch heraus. Das Unternehmen hatte bereits vor Beginn der Produktion die Rechte an der Serie gekauft. Die ersten 13 Folgen wurden in den Vereinigten Staaten 2004 von MTV2 ausgestrahlt. Es folgten Veröffentlichungen in Großbritannien sowie auf Französisch, Spanisch, Portugiesisch, Italienisch, Russisch und Tagalog.
Eine deutsche Synchronisation der ersten vier Folgen wurde ab dem 13. August 2005 von Vox ausgestrahlt. SPVision brachte die komplette Serie von 2008 bis 2009 auf sechs DVDs heraus, nun in einer komplett neuen Synchronfassung. Später erfolgte auch die Aufnahme ins Programm von Amazon Prime Video.

### Synchronisation
Eine deutsche Synchronfassung der ersten vier Folgen entstand 2005 bei Studio Hamburg Synchron. Eine zweite Fassung sowie die Synchronisation der restlichen Serie mit neuen Sprechern wurden 2008 bei GÜLO Film- und Tontechnik produziert.
| Rolle           | japanischer Sprecher (Seiyū) | deutscher Sprecher (2005) | deutscher Sprecher (2008) |
| --------------- | ---------------------------- | ------------------------- | ------------------------- |
| J               | Takayuki Sugo                | Ben Hecker                | Christoph Jablonka        |
| Daisuke Aurora  | Masaya Matsukaze             | Patrick Bach              | Dirk Meyer                |
| Claire Leonelli | Daisuke Sakaguchi            | Tim Knauer                |                           |
| Kyoko Milchan   | Saeko Chiba                  |                           | Veronika A. Neugebauer    |
| Monica Gabriel  | Ai Shimizu                   | Julia Fölster             | Shandra Schadt            |
| Shogun          | Hikaru Miyata                | Klaus Dittmann            | Norbert Gastell           |
| Antonia Belucci | Sanae Kobayashi              | Eva Michaelis             | Natascha Geisler          |

### Musik
Die Musik der Serie komponierte Try Force, verantwortlich als Produzent war Shinji Inoue. Der Vorspanntitel ist Face, ebenfalls von Try Force. Die Abspanne sind unterlegt mit den Liedern:
- Kokoro no Sukima (心の隙間) von wyse
- Hikari (ひかり) von Saeko Chiba
- Face von Try Force (Folge 26)

## Manga
Eine Adaption der Geschichte als Manga erschien 2002 bis 2003 im Magazin Magazine Z bei Kodansha. Der Verlag brachte die Kapitel auch gesammelt in einem Band heraus. Die Serie wurde umgesetzt von Chiaki Ogishima und erzählt mit den Protagonisten und in der Welt des Animes eine eigene Geschichte. 2005 erschien eine englische Fassung bei Tokyopop.

## Rezeption
In der Anime Encyclopedia wird die Serie als Pastiche von Isaac Asimovs Die Stahlhöhlen eingeordnet, das sich ebenfalls mit einem Roboter-Polizisten und Vorurteilen gegen diesen beschäftigt. Daisuke sei entsprechend nach Asimovs Welt Aurora benannt. Daneben sei die Serie stark vom kurz zuvor geschehenen Anschlag auf das World Trade Center beeinflusst: Der Eindruck einer ständigen Bedrohung für die Bewohner großer Städte, wie er damals auch in Japan geherrscht habe, spiegele sich in den Szenarien wider. Auch andere Elemente des damaligen Zeitgeists seien in den Episoden zu finden. Dabei würden auch einige für Science-Fiction ungewöhnliche Facetten gezeigt. So widme sich eine Folge der Nahrungsversorgung der Stadt, was in vielen anderen Werken des Genres keine Beachtung finde.
Die AnimaniA nennt Heat Guy J einen Sci-Fi-Anime in Cowboy-Bebop-ähnlichem Setting mit Cyberpunk-Versatzstücken und spektakulären Action-Szenen, solide inszeniert und mit mitreißendem Soundtrack. Das Charakterdesign von Nobuteru Yūki sei interessant, überzeuge aber nicht durchgängig. So sei Daisuke für den Helden einer Action-Geschichte zu androgyn, zerbrechlich und zu sehr im Shōjo-Stil geraten. Die Serie begeistere – so anlässlich der deutschen DVD-Veröffentlichung – auch noch sechs Jahre nach ihrem Entstehen mit „spannender Action-Unterhaltung“. Der Aufbau der episodenhaften Handlung funktioniere gut, ebenso der übergeordnete Handlungsbogen. Die Kampfeinlagen seien optisch eindrucksvoll und die Computeranimationen auch Jahre später noch ansehnlich – nur an einigen Stellen wirkten sie zu glatt und kahl. Für eine Fernsehproduktion seien die Hintergründe mit ihrem „überzeichneten Farbeinsatz“ und „detailreichen Ausschmückungen“ eine Augenweide. Der abwechslungsreiche Mix von rockigen, jazzigen, elektronischen und keltischen Klängen sorge stets für eine gut zur Handlung passende Musik. Die deutsche Synchronfassung sei „durchweg ansprechend“ gelungen und gut besetzt worden. Laut der Zeitschrift Anime DVD biete die Serie gute Unterhaltung mit „Klischeefiguren“ und „ordentlich Tempo in der Story“. Die Animationen seien gut gelungen und insbesondere die Hintergründe schillerten in warmen Farben und seien liebevoll ausgestaltet. So sei die Serie trotz Härte und Gewaltszenen nicht düster. Dafür dass einige Kameraschwenks zu oft wiederverwertet werden, entschädigten die Actionszenen allemal. Auch der „lässige Soundtrack“ sei „bis zur letzten Szenenuntermalung sorgfältig ausgewahlt“.
Der Manga, so Manga – The Complete Guide, sei der Animeserie grafisch sehr ähnlich und dabei optisch gut gelungen. Trotz vieler Übernahmen, inklusive einzelner Dialoge, weiche die Geschichte inhaltlich etwas ab und mache Daisuke zum nur in Antonia Verliebten an Stelle eines Frauenhelden. In beiden Varianten sei er wenig sympathisch.
Für den amerikanischen Lizenznehmer Pioneer war die Serie kein gutes Geschäft. Zwar lief sie teilweise im Fernsehen, aber die auf dem Höhepunkt der Anime-Spekulationsblase zu Beginn der 2000er Jahre und noch vor Produktionsbeginn des Animes gezahlte Summe konnte nicht wieder eingespielt werden.